# Ânkh-Khéperourê
Ânkh-Khéperourê Néfernéferouaton est le onzième pharaon de la XVIIIe dynastie (période du Nouvel Empire). Elle serait une des rares femmes dans l'histoire de l'Égypte antique à prendre la charge de pharaon (seulement cinq pharaonnes ont été répertoriées). Son identité n'est pas connue avec certitude aujourd'hui.
On situe son règne aux alentours de 1338 à 1336/1335 av. J.-C..

## Règne

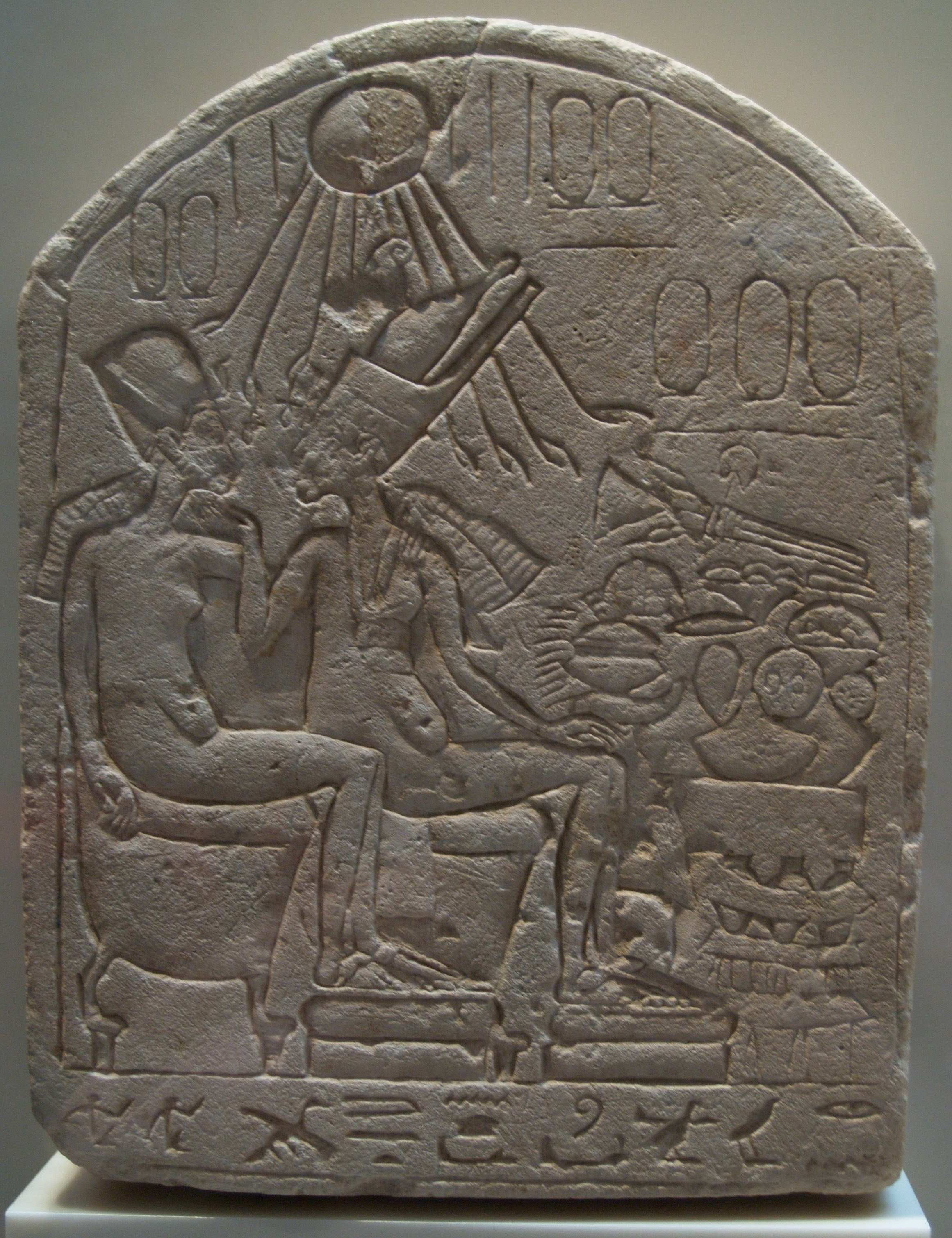
La stèle 17813 de Berlin représentant Smenkhkarê (ou une femme pharaon que l'on peut assimiler à Ânkh-Khéperourê), caressant Akhenaton (musée égyptien de Berlin, Neues Museum, Berlin). Mais l'identité comme le sexe des deux personnages ici représentés sont sujets à controverse.

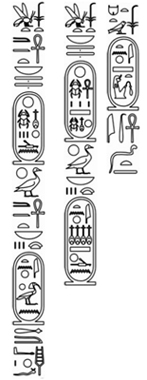
Inscription de Howard Carter, où se trouvent les cartouches d'Akhenaton (colonne de gauche), d'Ânkh-Khéperourê (colonne centrale) et de Mérytaton (colonne de droite).

Ce qui est à peu près certain aujourd'hui, et reconnu par la majorité des égyptologues, c'est que c'est une Reine qui succède à Akhenaton dans une confusion politique et militaire catastrophique pour le pays, due à l’offensive des Hittites. Mais il y a un très grand débat des spécialistes sur l'identité de cette reine. L'hypothèse la plus fréquemment retenue est qu'il s'agirait de Mérytaton. Cette reine serait la fille aînée d’Akhenaton, qu’il épousa après la disparition de Néfertiti, et serait devenue, de ce fait, grande épouse royale, puis corégente, puis reine, à peine âgée de quinze ans.
Selon une autre hypothèse, il s'agirait de Néfertiti elle-même, qu'Akhenaton, cinq ans avant sa mort, aurait élevée au rang de co-pharaon, et qui serait montée sur le trône après le décès de celui-ci, jusqu'à l'avènement de son beau-fils, Toutânkhamon,.
Qui qu’elle fût, on voit apparaître, au début du règne d'Ânkh-Khéperourê (an II), un roi nommé Smenkhkarê. Avec lui aussi, on assiste à des divergences d'opinions entre spécialistes.
Selon certains, c'est un prince du nom de Zannanza qui épouse la reine et règne avec elle sous le nom de Smenkhkarê. Zannanza est un des fils de l'empereur des Hittites Suppiluliuma Ier. Des archives découvertes dans la capitale des Hittites, Hattusa, évoquent une reine d'Égypte qui, après la mort de son époux, s’adresse à l'empereur Suppiluliuma, le suppliant de lui envoyer un de ses fils pour qu’elle l'épouse. Cette union (si elle a eu lieu) est évidemment faite dans l’esprit d’apaiser le conflit avec les Hittites, où les Égyptiens étaient à coup sûr perdants. Mais une minorité de spécialistes arguent du fait qu'il n'y a pas de certitude que ce soit Mérytaton qui ait présenté cette demande à l'empereur hittite. Selon Carl Nicholas Reeves, c'est Néfertiti ; d’autres avancent Ânkhésenamon, la jeune épouse de Toutânkhamon qui, à la mort de celui-ci, ne veut pas d'un mari égyptien. Une autre hypothèse rencontrée est que Smenkhkarê (de son nom de naissance) serait le fils d'Akhenaton ; il aurait assuré avec lui une corégence de deux ans avant de lui succéder. Comme preuve, une stèle retrouvée à Amarna représenterait Smenkhkarê portant la couronne de Basse-Égypte et Akhenaton portant la double couronne.
Si le roi Smenkhkarê a effectivement régné, cela ne peut être que sur une courte période, quelques mois tout au plus, à Amarna ; l’unique scène le représentant est inachevée, preuve de sa brièveté. Pour Marc Gabolde, Smenkhkarê n'est qu'un « roi fantôme », c'est-à-dire le prince hittite Zannanza assassiné en route pour l'Égypte. Après sa disparition, Ânkh-Khéperourê / Mérytaton prend (ou reprend) le pouvoir et renonce à l’atonisme instauré par Akhenaton au profit de l’ancien clergé d'Amon. En l’an III, la reine rétablit Thèbes comme capitale. Elle meurt cette même année vers l’âge de dix-sept ans, mais on n'en connait pas la raison. Selon quelques spécialistes, Mérytaton aurait eu une fille, Mérytaton Tasherit.

## Titulature
Son « Nom de Roi » se compose de son nom de couronnement qui est donc Ânkh(t)Khéperourê (en transcription quasi consonantique : anx(t)xprw-ra) et qui peut se traduire par « Les manifestations de Rê sont vivantes », et de son nom de « Fils de Rê » qui est Néfernéferouaton (en transcription quasi consonantique : nfr-nfrw-itn) qui peut se traduire par « Belle est la perfection d'Aton », ou réciproquement : « Parfaite est la beauté d'Aton » (perfection et beauté étant quasi synonymes, appliquées au disque solaire Aton). Ce deuxième surnom serait aussi le « nom de naissance » de Néfertiti.
Selon une hypothèse récente (2019) de l'égyptologue Valérie Angenot de l'université du Québec, qui s'appuie sur une longue analyse iconographique de nombreuses représentations, ce ne serait pas une seule « mais deux reines qui auraient pris la succession d'Akhenaton. Deux des six filles du pharaon, Mérytaton et Néfernéferouaton Tasherit, auraient été couronnées de façon conjointe pour régner sur l'Égypte, [... parce] qu'à la mort de son père Akhenaton, Toutânkhamon, âgé de quatre à cinq ans, était trop jeune pour régner ».  
Dans tous les cas, l'époque de la succession d'Akhenaton est une période trouble où l'Égypte affronte une crise sur plusieurs plans : une crise religieuse d'abord, en raison de la réforme quasi monothéiste d'Akhenaton jugée hérétique par le clergé thébain d'Amon, dominant auparavant, et qui reprendra vite le dessus après la mort du roi ; une crise dynastique en raison du fait que le couple royal Akhenaton-Néfertiti n'aurait eu que des filles et donc aucun héritier mâle évident (Toutânkhaton, futur Toutânkhamon, étant très jeune à la mort du pharaon), mais aussi parce que les princes ou princesses de sang (Mâkhétaton par exemple, une autre fille d'Akhenaton et Néfertiti) et tous les éventuels souverains de l'époque (Mérytaton, Smenkhkaré, et plus tard Toutânkhamon lui-même) meurent jeunes, ou après des règnes relativement courts ; enfin, une crise politique et militaire en raison de la pression du puissant empire Hittite concurrent.  